# Moravská národní obec

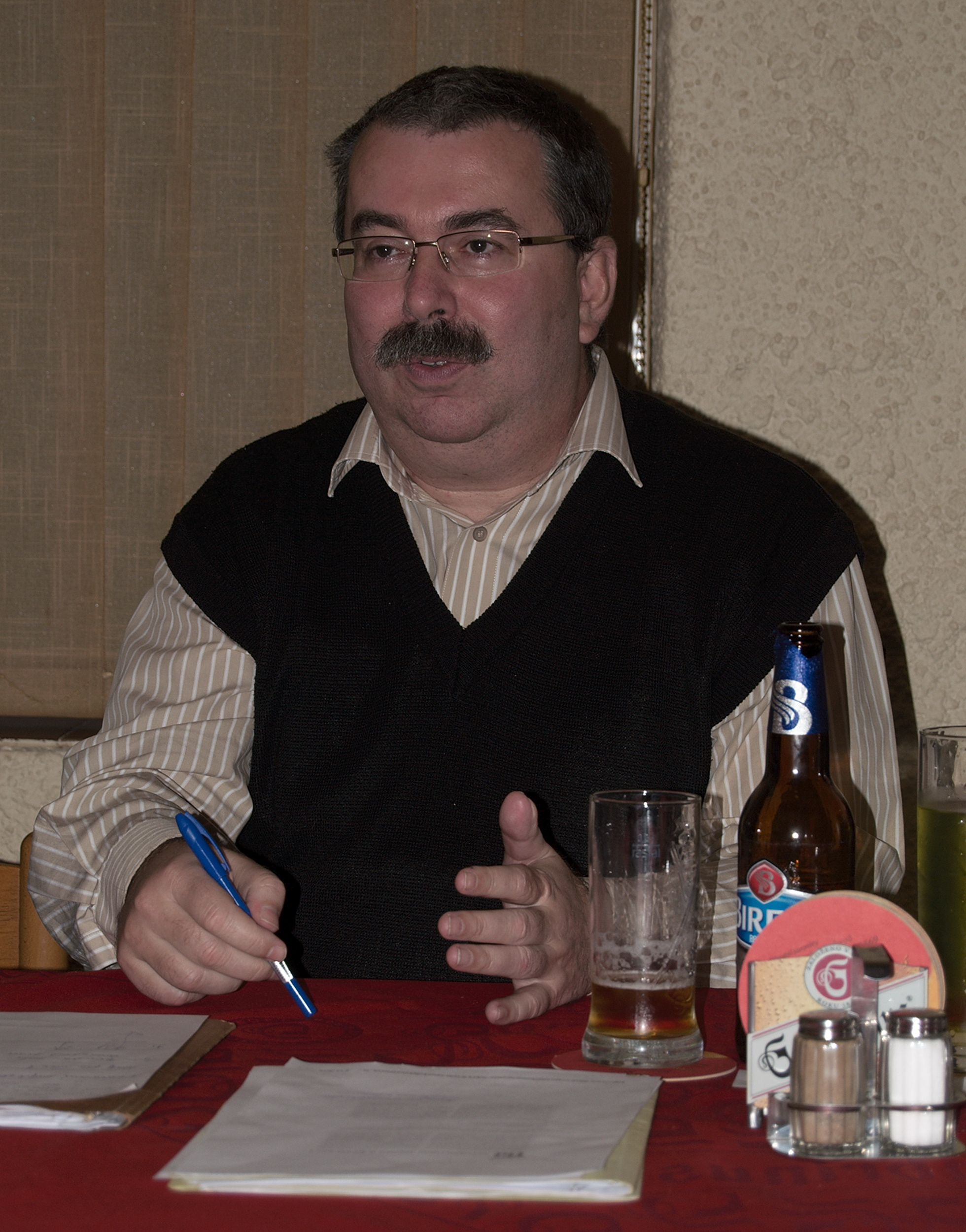
Jaroslav Krábek, předseda Moravské národní obce

Moravská národní obec (MNO) je spolek věnující se moravské kultuře, dějinám, tradicím a Moravě všeobecně. Usiluje především o rozvoj moravského národního vědomí, podporuje také snahy o obnovu zemského zákonodárného orgánu pro moravské území.

## Vznik a struktura
Předchůdcem Moravské národní obce byl Klub přátel Moravy, existující v Brně v letech 1985–1990. Jeho členové založili Moravské hnutí proti byrokracii, v říjnu 1991 přejmenované na Moravskou národní obec. Předsedou Moravské národní obce byl tehdy zvolen Jaroslav Krábek.
Organizace má v současnosti jedenáct místních sdružení (Blansko, Brněnsko, Brno, Horácko, Olomoucko, Podstarohorci, Politaví, Přerovsko, Sever, Slovácko-Valašsko a Uničovsko), jedno sdružení mládežnické (Mladá sajtna) a jednu oblastní organizaci (Haná).

## Aktivity

Vlajka, jejíž užití je podporováno Moravskou národní obcí

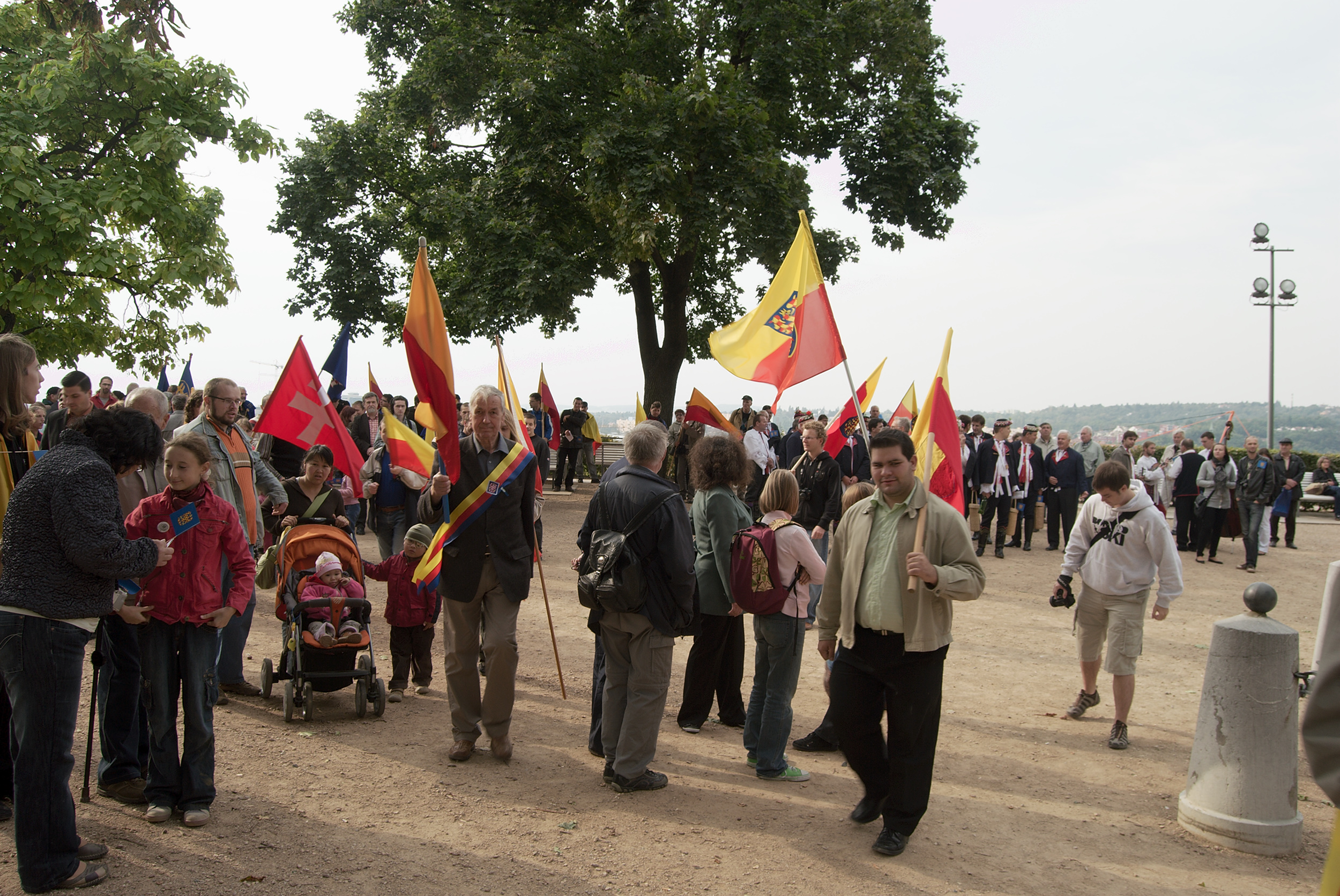
Účastníci Výročního pochodu Moravanů, pořádaného 25. září 2010 Moravskou národní obcí, shromáždění v brněnských Denisových sadech

Z iniciativy Moravské národní obce začaly od roku 2010 některé moravské radnice vyvěšovat při příležitosti státního svátku Dne slovanských věrozvěstů Cyrila a Metoděje (5. července) tzv. moravskou vlajku. Do prvního ročníku akce (2010) se zapojilo celkem 73 radnic, ve druhém ročníku to bylo již 220 radnic. V obou letech vlála vlajka také na budově Nového zemského domu, současném sídle krajského úřadu Jihomoravského kraje. V roce 2012, tedy ve třetím ročníku, se k této iniciativě připojilo téměř 400 měst a obcí, mezi nimi i několik českých a nejméně jedna slovenská.
Hlavní koordinátor iniciativy „Za vyvěšování moravské vlajky“ Vladimír Novotný pro iHNed.cz k červeno-žluté vlajce uvedl: „My jsme tuto variantu moravské vlajky nevybrali, mezi lidmi se spontánně rozšířila a my jsme to pouze podpořili.
V roce 2011 byly z iniciativy Moravské národní obce při příležitosti Dne slovanských věrozvěstů Cyrila a Metoděje volně zpřístupněny muzejní expozice v městě Uničově a kostnice v chrámu Jména Panny Marie ve Křtinách.
K dalším aktivitám spolku patří např. pochody moravských patriotů, kulturní oslavy, anketa Osobnost Moravy, podpora vyznačování česko-moravské hranice nebo pietní akty (jako byl např. v roce 2012 pietní akt za moravského politika Aloise Pražáka).